# Høsts Lommeordbøger
Bogserie fra Høst & Søns Forlag. Serien startede i 1920, og de sidste udgaver kom i 1996. 

## Ordbøger i serien

### Høsts Engelsk-dansk & dansk-engelsk
1. udgave hedder Høsts Dansk-Norsk-Engelsk & Engelsk-Dansk-Norsk Lommeordbog.
1. udgave 1920 ved C.V. Løye

2. udgave 1946 ved C.V. Løye

3. udgave 1966 ved David Hohnen

4. udgave 1988 ved Marianne Holmen

5. udgave 1996 ved Marianne Holmen

### Høsts Fransk-dansk & dansk-fransk
1. udgave hedder Høsts Dansk-Franske og Fransk-Danske Lommeordbog.
1. udgave 1920 ved D. Moth-Lund 

2. udgave 1950 ved Hélène Holm

3. udgave 1964 ved François Marchetti

4. udgave 1988 ved Anders Geertsen

5. udgave 1996 ved Anders Geertsen

### Høsts Italiensk-dansk & dansk-italiensk
1. udgave er også udgivet som to ordbøger.
1. udgave 1923 ved Carl Bratli

2. udgave 1957 ved Erik Koed Westergaard

3. udgave 1989 ved Grethe D'Aniello

### Høsts Russisk-dansk & dansk-russisk
1. udgave 1948 ved G.N. Kulikovski

### Høsts Spansk-dansk & dansk-spansk
1. udgave 1922 ved Eiler Bendtsen 

2. udgave 1953 ved Einar Krog-Meyer

3. udgave 1967 ved Einar Krog-Meyer

4. udgave 1989 ved Jesper Lundbye

### Høsts Tysk-dansk & dansk-tysk
1. udgave hedder Høsts Dansk-Norsk-Tyske og Tysk-Dansk-Norske Lommeordbog, 2. udgave hedder Høsts Dansk-Tyske og Tysk-Danske Lommeordbog.
1. udgave 1920 ved D. Moth-Lund 

2. udgave 1942 ved Valdemar Porsdal 

3. udgave 1960 ved Hans von Kohl 

4. udgave 1989 ved Karl-Erich Brink 

5. udgave 1996 ved Karl-Erich Brink

## Udenfor serien
Annonceres i kolofonen på nogle af Høsts lommeordbøger.
I 1980'erne blev Høst & Søn overtaget af Munksgaards Forlag, der selv udgav en portugisisk lommeordbog i lignende format som Høsts lommeordbøger. Munksgaards ordbøger blev i 1999 solgt til Gyldendal, der genudgav den portugisiske lommeordbog.

### Portugisisk-dansk & dansk-portugisisk
Ved Axel Heide Gregersen.
1. udgave 1967 Max Limonad 

2. udgave 1979 Axel Andreasen & Sønner

2. udgave 2. oplag 1979 Jørgen Bjørn Kullmann

2. udgave 3. oplag 1982 Munksgaard 

3. udgave 2000 Gyldendal 

   7. oplag 2013